# Niviventer eha
Niviventer eha је врста глодара из породице мишева (лат. Muridae).

## Распрострањење
Врста је присутна у Индији, Кини, Мјанмару и Непалу.

## Станиште
Врста Niviventer eha има станиште на копну.

## Угроженост
Ова врста није угрожена, и наведена је као последња брига јер има широко распрострањење.

### Популациони тренд
Популација ове врсте је стабилна, судећи по доступним подацима.